# 有原誠治
有原 誠治（ありはら せいじ、1948年 - ）は、日本のアニメーション監督、元アニメーター。

## 経歴
秋田県出身。Aプロダクションを経て、その後虫プロダクションに籍を移し長く活動していた、現在は退社している。
全国労働組合総連合（全労連）傘下の労働組合、映像・文化関連産業労働組合（映産労）の委員長も務め、戦争をモチーフとした作品を多く手がけている。

## 主な作品リスト
- ワンダービートS（1986年）〔監督（16～26話）〕
- 火の雨がふる（1988年）〔脚本（今泉俊昭と共同）、監督〕
- うしろの正面だあれ（1991年）〔脚本（今泉俊昭と共同）、監督〕
- つるにのって「とも子の冒険」（1993年）〔脚本、監督〕
- ライヤンツーリーのうた（1994年）〔脚本（今泉俊昭と共同）、監督〕
- 鬼がら（1994年）〔脚本、監督〕
- 3丁目のタマ うちのタマ知りませんか?（1994年）〔絵コンテ〕
- ロミオの青い空（1995年）〔絵コンテ〕
- 九頭竜川と少年（1998年）〔監督〕
- 銀河英雄伝説外伝 千億の星、千億の光（1998年）〔絵コンテ、演出〕
- あったてんがのぉ（2000年）〔脚本、監督〕
- 陽だまりの樹（2000年）〔演出〕
- 星のカービィ（2002年）〔絵コンテ〕
- えっちゃんのせんそう（2002年）〔監督〕
- 明日をつくった男（2003年）〔アニメーション演出〕
- トキ　この地球（ほし）の未来を見つめて（2003年）〔現代編、演出〕
- マシュマロ通信（2004年）〔絵コンテ〕
- NAGASAKI 1945 アンゼラスの鐘（2005年）〔脚本、監督〕
- 妖怪人間ベム（2006年）〔絵コンテ〕
- 僕等がいた（2006年）〔演出〕
- チーズスイートホーム（2008年）〔絵コンテ、演出〕
- チーズスイートホーム あたらしいおうち（2009年）〔絵コンテ、演出〕
- たまごっち!（2010年）〔絵コンテ〕
- この手に希望を～ME／CFSの真実～（2018年）〔監督〕※実写ドキュメンタリー[2]
- 声をあげる高校生たち～核兵器禁止条約に署名･批准を～（2023年）〔脚本、監督〕※実写ドキュメンタリー[3]

## 著作
- 『ジャン・リュルサ 世界の歌―核時代への警告と生命の賛歌』（構成） ISBN 978-4894231351
- 『東京大空襲ものがたり』（イラスト） ISBN 978-4323018423
- 『友情の切手は、ヒマラヤのふもとへ―ネパールの岩村昇博士』（イラスト） ISBN 978-4894231382
- 『子どもたちに夢と平和を―アニメーターからの手紙』 ISBN 978-4406025409
- 『基礎からわかる手づくりアニメーション: 動きの法則・動画の描き方・動かし方』 ISBN 978-4772612470